# Die Brocki-Profis
Die Brocki-Profis war eine Dokusoap des Schweizer Fernsehens. Im Zentrum der Sendung standen Objekte, die mögliche Raritäten sein könnten. Diese bisher unentdeckten Schätze versuchten die drei Experten Sabine Reusser, Bernhard Jost und Patrick Schaerz in der ganzen Schweiz zu finden.

## Folgen
Die erste Staffel mit 8 Folgen wurde ab 15. März 2015 erstausgestrahlt. Die Sendung lief dann wöchentlich am Sonntag um 18:15 Uhr auf SRF 1. Im Jahr 2018 wurde die Sendung aufgrund von Sparmaßnahmen des Senders eingestellt.

## Struktur und Themen
Die Dokusoap Die Brocki-Profis begleitet die drei Profis auf ihrer Suche nach Antiquitäten. Der Zuschauer erlebt ihre Verhandlungen mit Sammlern und Verkäufern und ist dabei, wenn die Experten und ihre Teams Dachböden und Keller entrümpeln. Meist müssen die Experten ihrer Kundschaft klarmachen, dass deren vermeintliche Schätze in Wirklichkeit keinen Wert haben. Sie recherchieren, ob ein ungewöhnlich alter Gegenstand nicht vielleicht doch etwas Wertvolles darstellt. Sie helfen Menschen, den Wert ihres Erbes richtig einzuschätzen. Profis geben dem Publikum Tipps, wie sie zwischen Schund und Schätzen unterscheiden können.